# Tiszaújváros
Tiszaújváros este un oraș în districtul Tiszaújváros, județul Borsod-Abaúj-Zemplén, Ungaria, având o populație de 17.274 de locuitori (2011). 

## Numele orașului
Până în 1970, orașul s-a numit Tiszaszederkény. La data de 22 aprilie 1970, cu ocazia sărbătoririi a 100 de ani de la nașterea lui Lenin, orașul a primit numele acestuia: Leninváros (în traducere: „Orașul Lenin”). Numele său actual este de la 1 februarie 1991.

## Demografie
Componența etnică a orașului Tiszaújváros
     Maghiari (96,73%)
     Necunoscut (0,85%)
     Alții (2,42%)
Componența confesională a orașului Tiszaújváros
     Romano-catolici (22,51%)
     Fără religie (21,25%)
     Reformați (15,85%)
     Greco-catolici (2,54%)
     Atei (1,37%)
     Necunoscută (36,27%)
     Luterani (0,21%)
     Alte religii (0,98%)
Conform recensământului din 2011, orașul Tiszaújváros avea 17.274 de locuitori. Din punct de vedere etnic, majoritatea locuitorilor (96,73%) erau maghiari. Apartenența etnică nu este cunoscută în cazul a 0,85% din locuitori. Nu există o religie majoritară, locuitorii fiind romano-catolici (22,51%), persoane fără religie (21,25%), reformați (15,85%), greco-catolici (2,54%) și atei (1,37%). Pentru 36,27% din locuitori nu este cunoscută apartenența confesională.